# Quadrangle de Kawelu Planitia
Le quadrangle de Kawelu Planitia (littéralement :  quadrangle de la plaine de Kawelu), aussi identifié par le code USGS V-16, est une région cartographique en quadrangle sur Vénus. Elle est définie par des latitudes comprises entre 25° et 50° N et des longitudes comprises entre 240° et 270° E,. Il tire son nom de la plaine de Kawelu.